# Hermann Weiland
Pour les articles homonymes, voir Weiland.
Hermann Weiland (né le 16 novembre 1949 à Mannheim) est un cavalier germano-croate de saut d’obstacles.

## Carrière
Seulement 18e aux Championnats d'Allemagne de 1987 dans sa ville natale, il n'a aucune chance de faire partie de l'équipe olympique allemande. Au lieu de représenter Guam, car il faut vivre un an et demi dans l'île pour avoir la nationalité, il préfère la nationalité de la Croatie qui vient d'avoir une reconnaissance internationale en janvier 1992. Cependant, lors de la cérémonie d'ouverture, il défile à côté des autres sportifs de Guam avec l'uniforme du pays insulaire. Il finit 72e de l'épreuve avec 52 points de pénalités.